# QX Gaygalan 2016
QX Gaygalan 2016 var den 18:e QX Gaygalan och den hölls på Cirkus i Stockholm den 8 februari 2016. Galan leddes av Marika Carlsson och Babsan. Det delades ut priser i femton kategorier, där samtliga nominerade röstats fram av tidningen QX läsare. Hederspriset har inga nominerade, utan det utses av tidningen själv, och gick till Rickard Wolf, för hans betydelse för HBT-rörelsen i Sverige.

## Nominerade
Vinnare markerade med fetstil.
| Årets homo/bi | Årets hetero |
| --- | --- |
| - Rickard Söderberg - Saga Becker - Lina Axelsson Kihlblom - Edward af Sillén - Mariette                                                                                 | - Malena Ernman - Johan Jepson - Zara Larsson |
| Årets Hederspris | |
| Rikard Wolff, för hans insatser för HBt-rörelsen | |
| Årets Drag | Årets Keep Up The Good Work |
| - Cabaret Moulin - Admira Thunderpussy - Duo Raw - Madame Heinz | - Newcomers, RFSL:s verksamhet för asylsökande - Fredrik Robertsson, tidningen Boy vars intäkter går till Regnbågsfonden - Magda Gad, för journalistiken och de filantropin. |
| Årets svenska låt | Årets artist |
| - Heroes – Måns Zelmerlöw - One last time – Miriam Bryant - Ta mig tillbaka – Darin - Möt mig i Gamla stan – Magnus Carlsson - Ingen annan rör mig som du – Norlie & KKV | - Miriam Bryant - Zara Larsson - Måns Zelmerlöw |
| Årets klubb | Årets Bar/Restaurang |
| - KingKong - Candy - Wonk Sthlm - Moxy - Wonk - lie och KKV | - BeeBar Gbg - Torget - Urban Deli - Secret Garden - Bitter Pills |
| Årets bok | Årets duo |
| - Kommer du tycka om mig nu – Lina Axelsson Kihlblom - Färjan – Mats Strandberg - Monster i garderoben – Johan Hilton                                                    | - Anton Lundqvist och Anastasios Soulis - Morran och Tobias - Wahlgren och Wistam,för deras podcast                                                                          |
| Årets tv-program | Årets tv-stjärna |
| - Modus - Melodifestivalen 2015 - I am Cait | - Morran, Johan Rheborgs rollfigur - Sanna Nielsen, Melodifestivalen 2015 - Tommy Krångh, för teckentolkningen under Melodifestivalen                                        |
| Årets film | Årets scen |
| - En underbar jävla jul - Pride - Jag är Ingrid | - Disco Defenders - Alcazar - En dans på rosor - Cockfight |